# Calibri
Calibri is een schreefloos lettertype dat vooral bekend is als standaardlettertype van Microsoft Office 2007. Hiermee verving Calibri de lettertypen Times New Roman (bij Microsoft Word) en Arial (bij Excel, PowerPoint en Outlook). Calibri is ontworpen door de Nederlandse letterontwerper Lucas de Groot. De Groot omschreef het subtiel afgeronde lettertype als 'warm en zacht qua karakter'. Het lettertype bevat Latijnse, Griekse en Cyrillische tekens.
Calibri maakt deel uit van de ClearType Font Collection, een reeks lettertypen van verschillende ontwerpers die zijn uitgebracht met Windows Vista. Ze beginnen allemaal met de letter C om aan te geven dat ze zijn ontworpen om goed te werken met het ClearType-tekstweergavesysteem van Microsoft, een tekstweergave-engine die speciaal ontworpen is om tekst duidelijk leesbaar te maken op lcd-monitoren. Andere lettertypen binnen de groep zijn onder meer Cambria, Candara, Consolas en Corbel.
In 2021 kondigde Microsoft aan na 14 jaar te stoppen met het lettertype Calibri als standaardlettertype. Het lettertype Calibri zou voor Office- en Outlook-omgevingen vervangen worden door een van de volgende vijf nieuwe lettertypen: Tenorite, Bierstadt, Skeena, Seaford en Grandview. In juli 2023 maakte Microsoft bekend dat Bierstadt, onder de nieuwe naam Aptos, het gekozen lettertype wordt als opvolger van Calibri.

## Politiek
Het lettertype werd in 2017 wereldnieuws, in een corruptiezaak tegen de Pakistaanse premier Nawaz Sharif. Diens dochter kwam op de proppen met Word-documenten uit 2006 die haar zouden ontlasten, maar deze bleken geschreven in Calibri. Dit lettertype zat toen nog niet in Microsoft Word.